# 메밀부침개

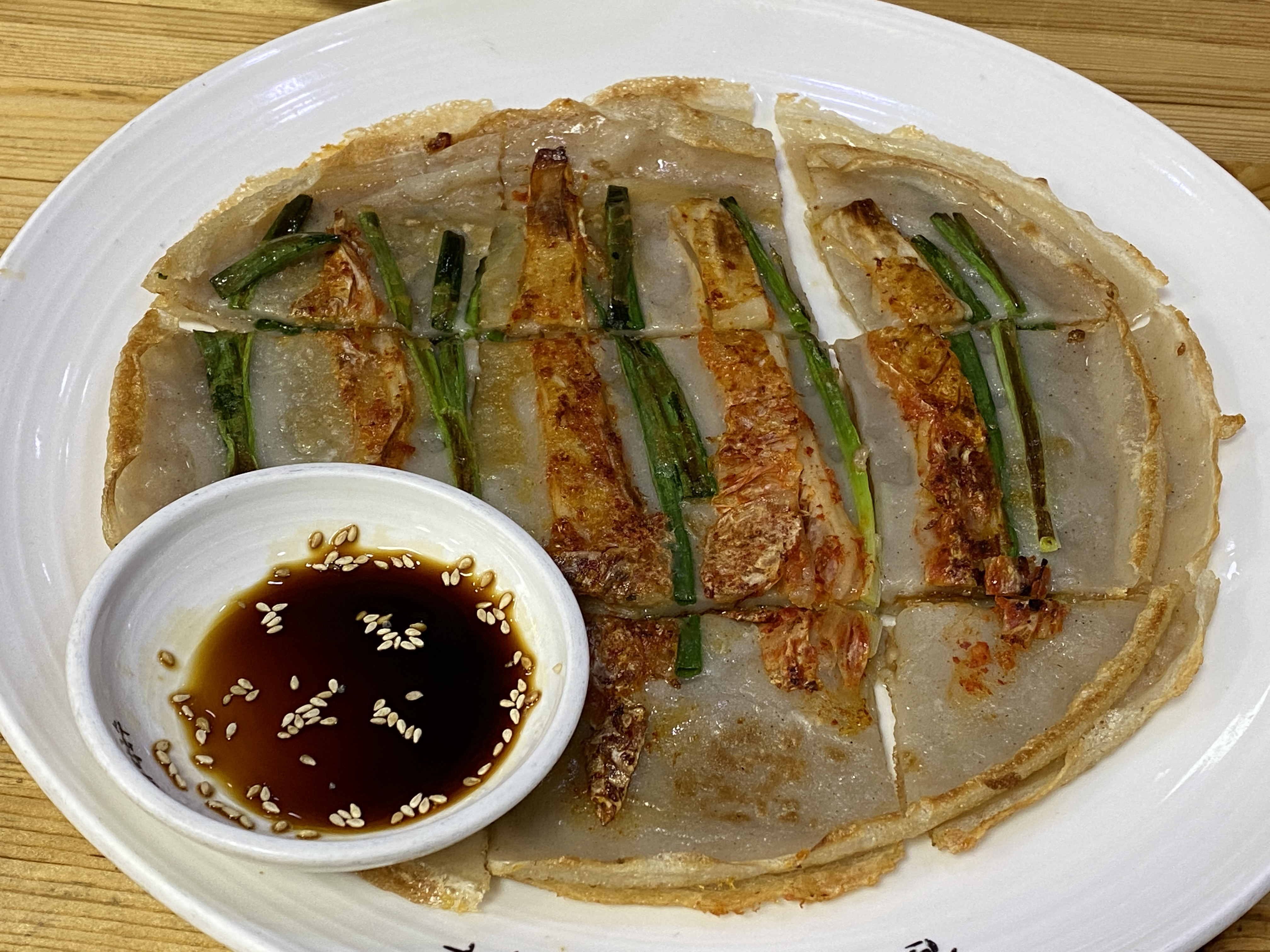
메밀부침개

메밀부침개 또는 메밀전은 메밀로 만든 한국의 부침개이며 김치와 같은 채소를 곁들이기도 한다. 강원도의 특산 요리 가운데 하나인데, 이는 메밀이 낮은 온도와 산지 조건 때문에 크게 경작되는 지리적 특성 때문이다. 특히 평창과 정선군의 메밀부침개는 메밀묵과 메밀국수와 더불어 잘 알려져 있으며 이 둘 또한 모두 메밀로 만든다.

## 사진

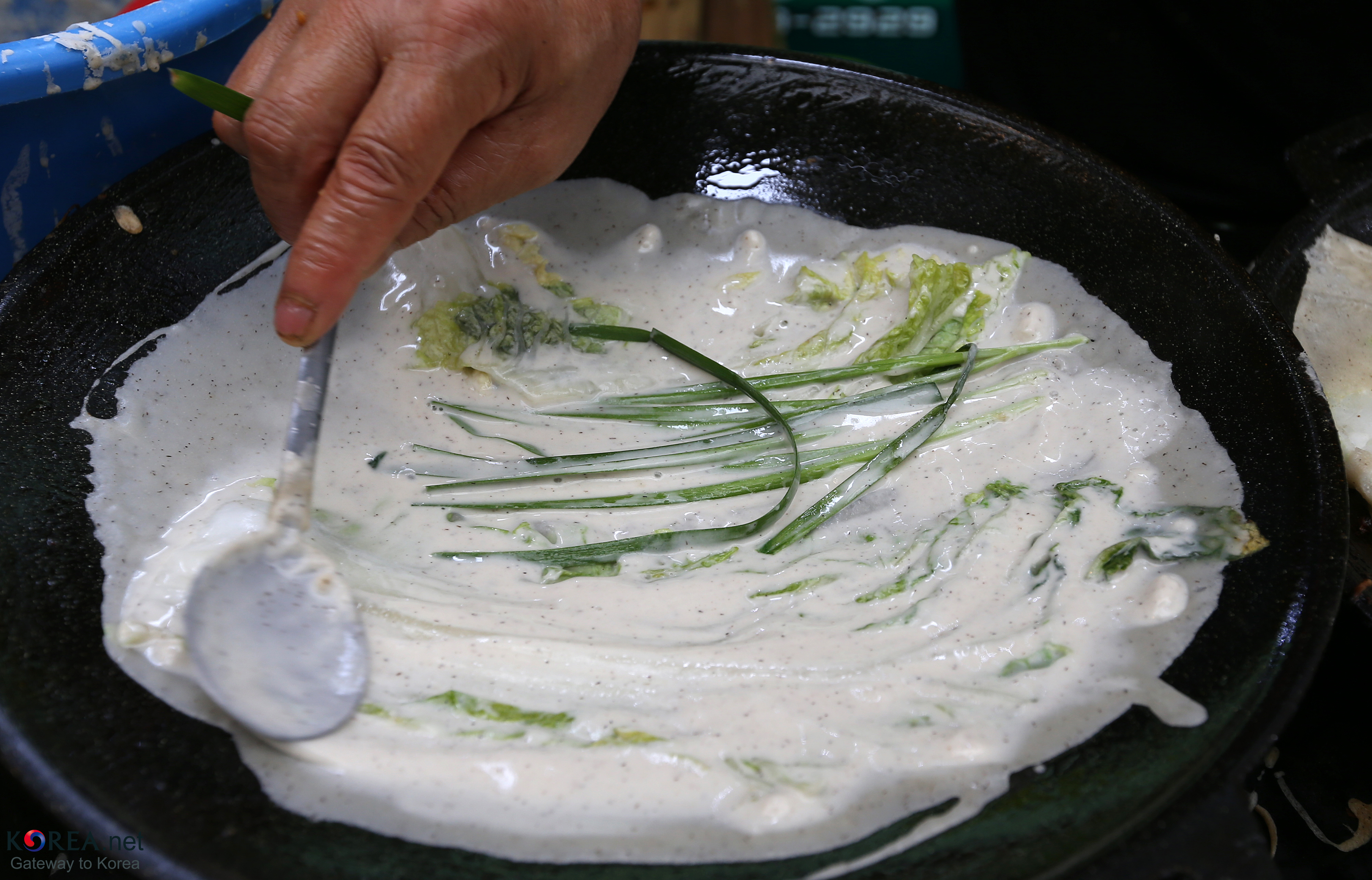

## 같이 보기
- 감자전
- 파전
- 김치부침개